# Spermophorides tilos
Spermophorides tilos là một loài nhện trong họ Pholcidae. Loài này có ở quần đảo Canaria.